# Марлос Морено
Марлос Морено (ісп. Marlos Moreno, нар. 20 вересня 1996, Медельїн) — колумбійський футболіст, фланговий півзахисник, нападник клубу «Депортіво».
Виступав, зокрема, за клуби «Атлетіко Насьйональ» та «Манчестер Сіті», а також національну збірну Колумбії.
Володар Кубка Лібертадорес.

## Клубна кар'єра
Народився 20 вересня 1996 року в місті Медельїн. Вихованець футбольної школи клубу «Атлетіко Насьйональ». Дорослу футбольну кар'єру розпочав 2014 року в основній команді того ж клубу, в якій провів два сезони, взявши участь у 27 матчах чемпіонату.
Своєю грою за цю команду привернув увагу представників тренерського штабу клубу «Манчестер Сіті», до складу якого приєднався 2016 року, але був віданний в оренду до клубу «Депортіво».

## Виступи за збірні
2013 року дебютував у складі юнацької збірної Колумбії, взяв участь у 3 іграх на юнацькому рівні, відзначившись одним забитим голом.
2016 року дебютував в офіційних матчах у складі національної збірної Колумбії. Наразі провів у формі головної команди країни 7 матчів, забивши 1 гол.
У складі збірної був учасником Кубка Америки 2016 року в США, на якому команда здобула бронзові нагороди.
| Дата      | Місто       | Господарі | Результат | Гості      | Турнір            | Голи | Примітки |
| --------- | ----------- | --------- | --------- | ---------- | ----------------- | ---- | -------- |
| 24-3-2016 | Ла-Пас      | Болівія   | 2 – 3     | Колумбія   | Відбір до ЧС 2018 | -    | 85'      |
| 29-3-2016 | Барранкілья | Колумбія  | 3 – 1     | Еквадор    | Відбір до ЧС 2018 | -    | 85'      |
| 29-5-2016 | Маямі       | Колумбія  | 3 – 1     | Гаїті      | товариський матч  | -    |          |
| 8-6-2016  | Пасадена    | Колумбія  | 2 – 1     | Парагвай   | Копа Америка 2016 | -    | 87'      |
| 12-6-2016 | Х'юстон     | Колумбія  | 2 – 3     | Коста-Рика | Копа Америка 2016 | 1    |          |
| 23-6-2016 | Чикаго      | Колумбія  | 0 – 2     | Чилі       | Копа Америка 2016 | -    |          |
| 26-6-2016 | Фінікс      | США       | 0 – 1     | Колумбія   | Копа Америка 2016 | -    |          |
| Усього    |             | Матчів    | 7         |            | Голів             | 1    |          |

## Титули і досягнення

### Клубні
- «Атлетіко Насьйональ

Чемпіон Колумбії (1): 2015-II
Володар Кубка Лібертадорес (1): 2016
Володар Суперліги Колумбії (1): 2016

### Збірна
- Колумбія

Бронзовий призер Кубка Америки: 2016